# Rosuvastatină
Rosuvastatina este un medicament hipolipemiant din clasa statinelor, fiind utilizat în tratamentul anumitor tipuri de dislipidemii. Calea de administrare disponibilă este cea orală.
Molecula a fost patentată în 1991 și a fost aprobată pentru uz medical în Statele Unite în anul 2003. Este disponibil sub formă de medicament generic.

## Utilizări medicale
Rosuvastatina este utilizată în tratamentul unor dislipidemii și pentru prevenirea bolilor cardiovasculare.

### Dislipidemii
- Hipercolesterolemie primară
- Hiperlipidemie combinată

## Reacții adverse
Principalele efecte adverse asociate tratamentului cu rosuvastatină sunt: dureri musculare și articulare, greață, constipație. Un eveniment sever posibil este rabdomioliza.